# Тарнувка-Весьоловська
Тарнувка-Весьоловська (пол. Tarnówka Wiesiołowska) — село в Польщі, у гміні Домб'є Кольського повіту Великопольського воєводства.
Населення — 174 особи (2011).
У 1975-1998 роках село належало до Конінського воєводства.

## Демографія
Демографічна структура станом на 31 березня 2011 року:
|          | Загалом | Допрацездатний вік | Працездатний вік | Постпрацездатний вік |
| -------- | ------- | ------------------ | ---------------- | -------------------- |
| Чоловіки | 88      | 16                 | 60               | 12                   |
| Жінки    | 86      | 19                 | 53               | 14                   |
| Разом    | 174     | 35                 | 113              | 26                   |